# Ormosia gracilis
Ormosia gracilis es una especie de leguminosa de la familia Fabaceae. Es un árbol endémico de Malasia peninsular. Está en amenaza por la pérdida de hábitat.